# Ciudad vieja de Bosra
La Ciudad vieja de Bosra es un sitio arqueológico ubicado en la ciudad de Bosra, Siria. El sitio ilustra las civilizaciones romana, bizantina y musulmana, y está inscrito por la UNESCO en la lista del Patrimonio Mundial.

## Historia
Bosra, una vez la capital de la provincia romana de Arabia, fue una escala importante en la antigua ruta de las caravanas a La Meca. Dentro de sus grandes murallas se encuentran un magnífico teatro romano del siglo II, ruinas paleocristianasy varias mezquitas.

## Patrimonio de la Humanidad
En 1980, la Ciudad vieja de Bosra fue catalogada como Patrimonio de la Humanidad por la UNESCO, siguiendo los criterios (i), (iii) y (vi). El área protegida es de 116,2 ha, mientras que la zona de amortiguamiento comprende 200,4 ha.
Sin embargo, en 2017, el sitio fue inscrito en la lista de Patrimonio Mundial en Peligro, a causa del conflicto armado en el país.